# Еврейская клавиатура

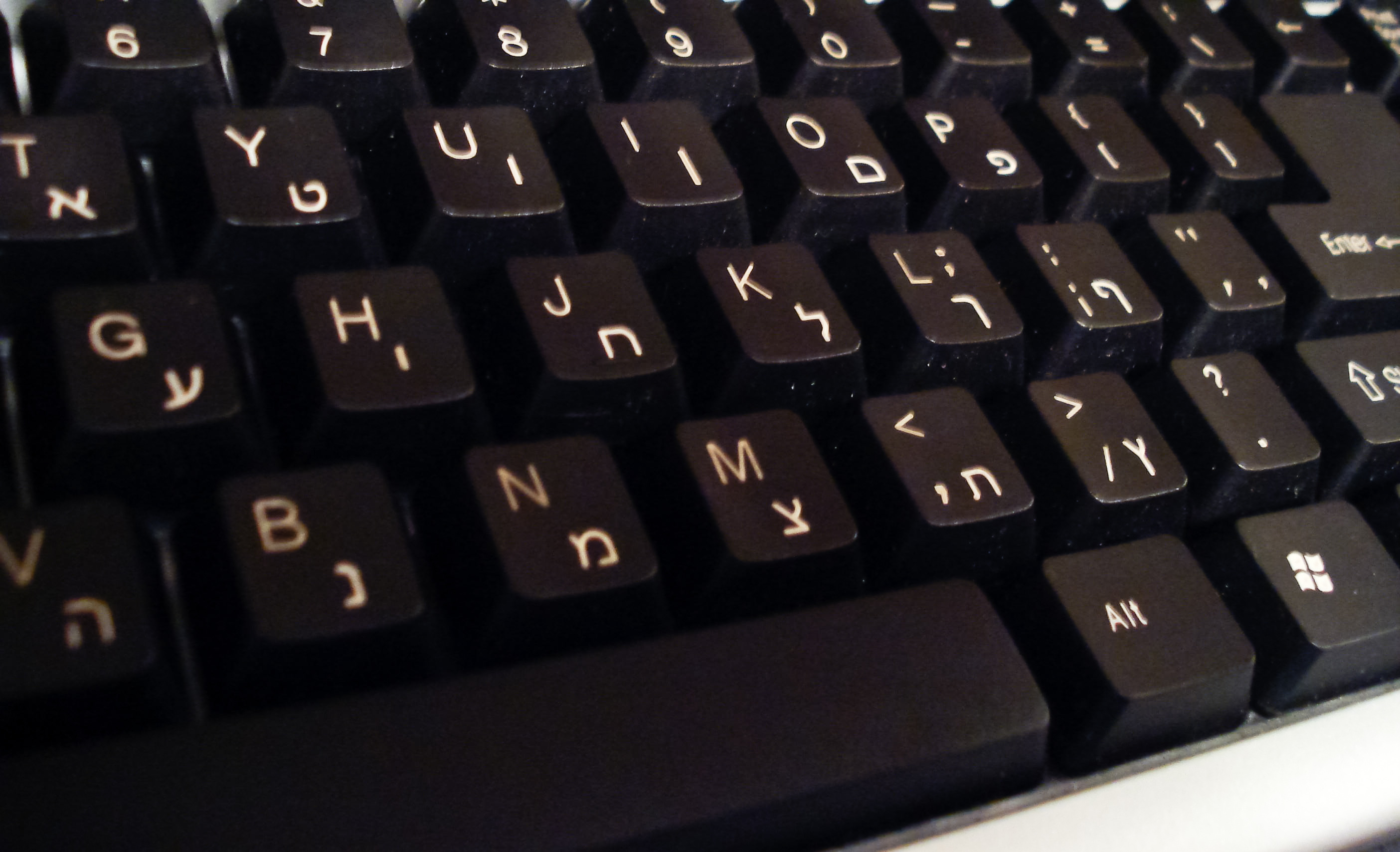
Стандартная клавиатура на иврите с отображением букв иврита и латиницы

Еврейская клавиатура (ивр. מִקְלֶדֶת עִבְרִית‎ mikledet ivrit) поставляется в двух разных раскладках клавиатуры. Большинство клавиатур на иврите двуязычны, так как латинские символы необходимы для URL-адресов и адресов электронной почты. Существуют также варианты трёхъязычной клавиатуры, причем третьим алфавитом является либо арабский, либо русский из-за значительного числа говорящих на арабском и русском языках в Израиле.

## Варианты раскладок

### Стандартная еврейская клавиатура

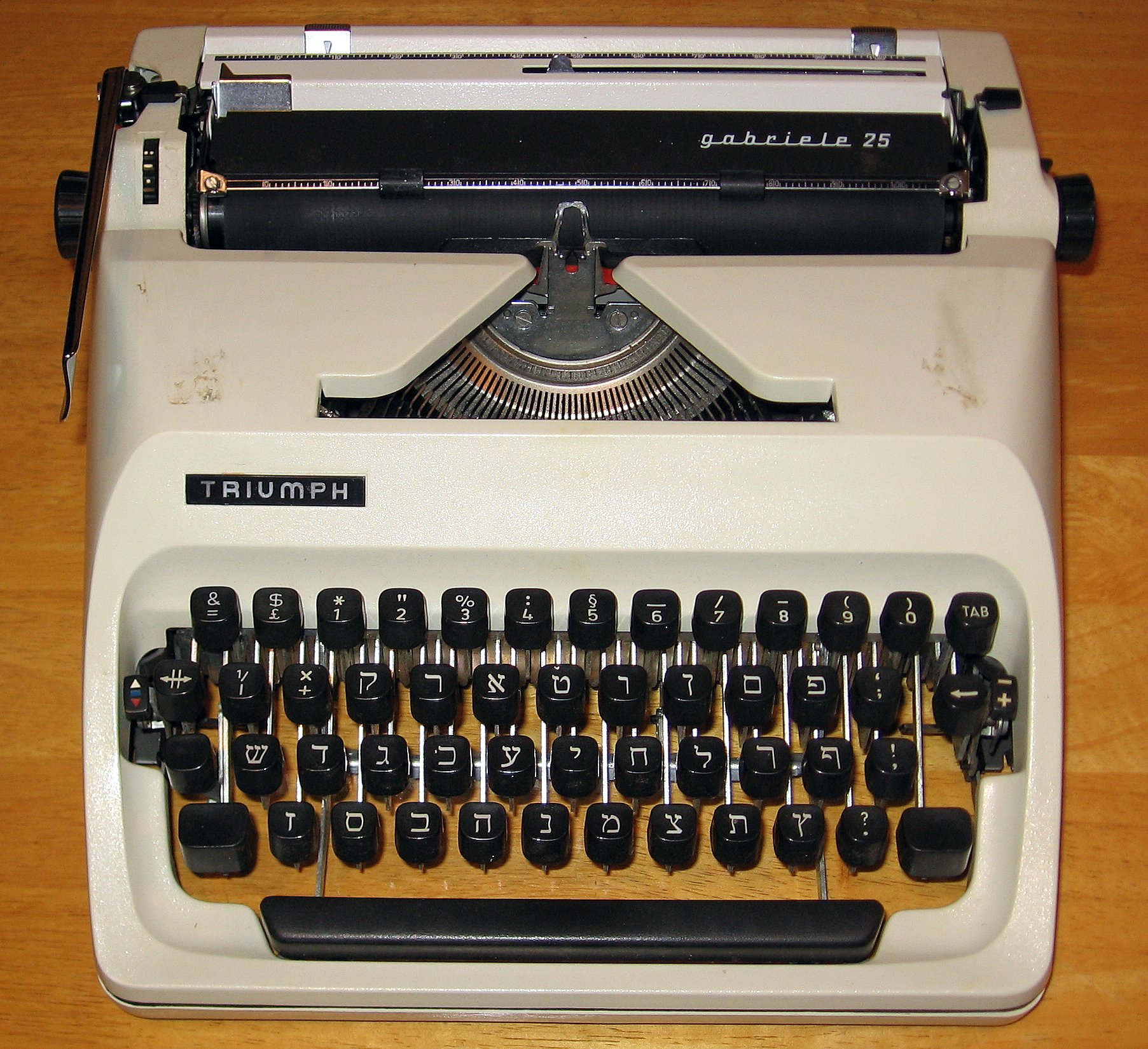
Пишущая машинка на иврите Триумф Габриэле 25

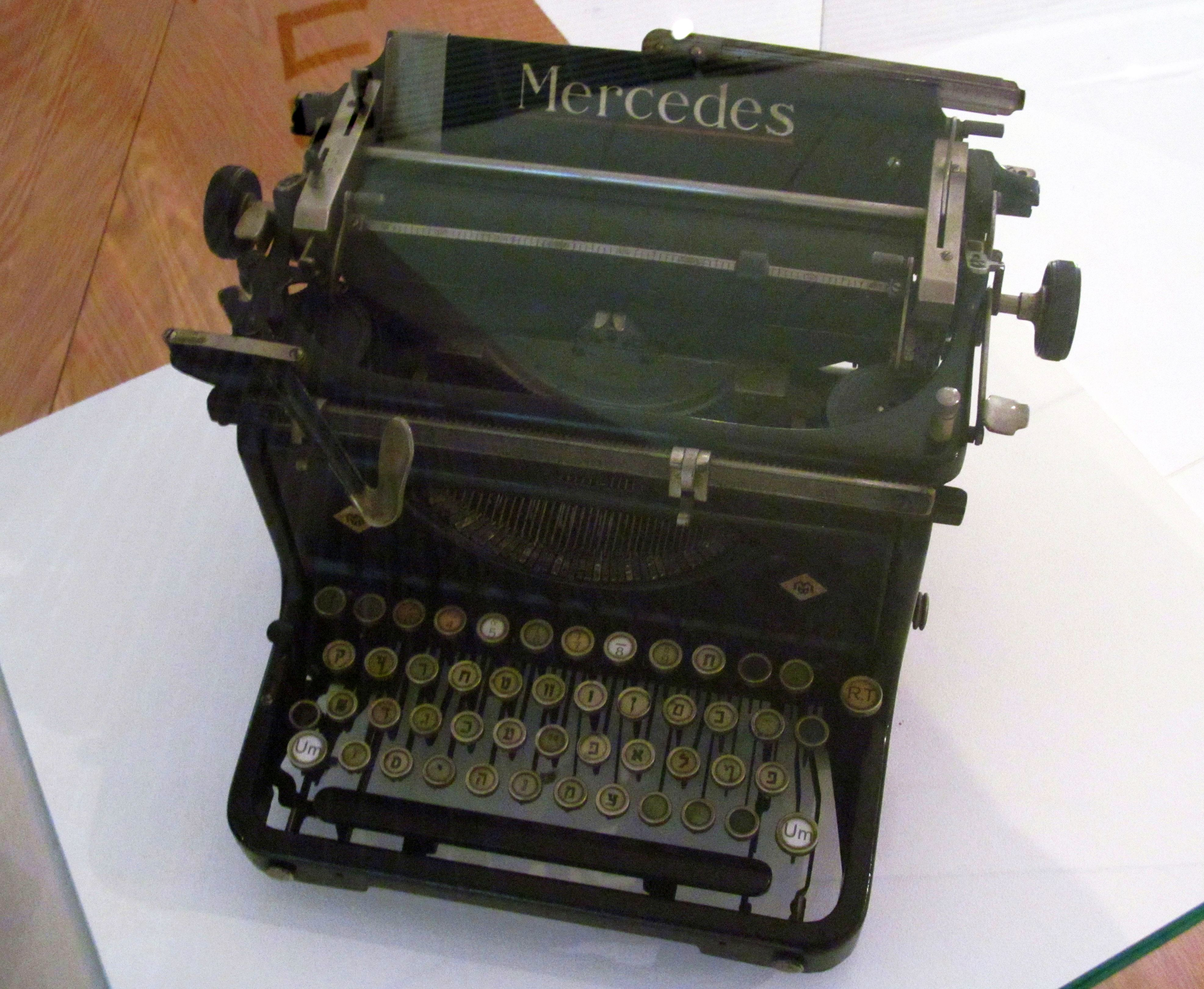
Пишущая машинка на идише с клавишами для диграфов

Стандартные клавиатуры на иврите имеют раскладку из 101/104 клавиш. Как и стандартная английская раскладка клавиатуры, QWERTY, раскладка на иврите была получена из порядка букв на еврейских пишущих машинках. Макет кодируется в SI-1452 SII (en). Последняя редакция от 2013 года в основном изменила расположение точек диакритики.
Одна примечательная особенность заключается в том, что в стандартной компоновке парные разделители — круглые скобки (), квадратные скобки [], фигурные скобки {} и угловые скобки (меньше/больше) <> — имеют противоположное логическое представление по сравнению со стандартом. Визуально эти символы переворачиваются алгоритмом зеркалирования BiDi движка рендеринга, что приводит к тому же визуальному представлению, что и в латинских клавиатурах. Назначения клавиш соответствуют логическому, а не физическому представлению. Например, на клавиатуре справа налево или слева направо ⇧ Shift+9 всегда создает логическую «открытую скобку». На клавиатуре справа налево это записывается как символ Unicode U+0029, «правая скобка»: ). Это верно и для арабских клавиатур. На клавиатуре слева направо это записывается как символ Unicode U+0028, «левая скобка»: (.
В раскладке 102/105 клавиш этой формы справа от левой клавиши Shift будет дополнительная клавиша. Это будет дополнительный ключ обратной косой черты (). Клавиатуры с 102 клавишами не продаются в стандартной комплектации, за исключением некоторых производителей, которые ошибочно группируют Израиль в Европу, где 102 клавиши являются нормой (наиболее заметными из более поздней группы являются Logitech и Apple).
На компьютерах под управлением Windows Alt+⇧ Shift переключается между раскладками клавиатуры. Удерживание нажатой клавиши ⇧ Shift (или нажатие клавиши ⇪ Caps Lock) в Windows приводит к вводу заглавной латинской буквы без необходимости переключения раскладок.

### Иврит на стандартных латинских клавиатурах
Существует множество раскладок, которые по большей части соответствуют фонологии букв на клавиатуре с латинскими символами, например, QWERTY или AZERTY. Там, где невозможно фонологическое сопоставление или когда несколько букв иврита сопоставляются с одной латинской буквой, можно выбрать сходство формы или другой характеристики. Например, если букве ס (самех) назначена клавиша S, букве ש (шин/син) может быть назначена клавиша W, что напоминает начертание этой буквы. Клавиша ⇧ Shift часто используется для доступа к пяти буквам иврита, которые имеют «конечные» формы, используемые в конце слов.
Эти макеты обычно известны как «еврейская клавиатура QWERTY» или «французско-еврейский AZERTY». Хотя раскладки иврита для клавиатур на основе латинского алфавита не очень хорошо стандартизированы, OS X поставляется с вариантом Hebrew-QWERTY, а раскладки программного обеспечения для Microsoft Windows можно найти в Интернете. Такие инструменты, как Microsoft Keyboard Layout Creator, также можно использовать для создания пользовательских макетов.
Хотя производители редко начинают выпускать наклейки на иврите и QWERTY и печатные клавиатуры, они полезны для тех, кто не хочет запоминать позиции ивритских символов.

## Ввод небуквенных символов

### Огласовки
| Клавиша | Клавиша | Пример | Название                  |
| Старая  | Новая   | Пример | Название                  |
| ------- | ------- | ------ | ------------------------- |
| `       | ש       | בְ      | шва                       |
| !       | ב       | בֱ      | хатаф-сегол               |
| @       | [       | בֲ      | хатаф-патах               |
| #       | ר       | בֳ      | хатаф-камац               |
| $       | ח       | בִ      | хирик                     |
| %       | צ       | בֵ      | цере                      |
| ^       | ס       | בֶ      | сегол                     |
| &       | פ       | בַ      | патах                     |
| *       | ק       | בָ      | камац                     |
| (       | Q       | שׂ      | точка сина                |
| )       | W       | שׁ      | точка шина                |
| _       | ן       | בֹ      | холам                     |
| +       | ד       | בּ      | дагеш/маппик/точка шурука |
| \       | \       | בֻ      | кубуц                     |
| —       | ]       | בֿ      | рафе                      |

Расположение букв в раскладках для еврейского письма стандартизировано, но разными программными системами предусмотрены разные способы простановки огласовок. В Microsoft Windows до версии 7 включительно действовал один вариант раскладки для иврита, а начиная с версии 8 действует другой. В одном из них в режиме ⇪ Caps Lock при зажатой клавише ⇧ Shift для ввода огласовок используются клавиши верхнего ряда клавиатуры, от ~ до =, а также \; в другом огласовки вводятся совместным нажатием правого Alt Gr и ряда клавиш буквенных рядов. В обоих случаях огласовки вводятся после букв (в отличие от латинских диакритических знаков, которые во многих раскладках вводятся при помощи мёртвых клавиш перед буквой, которую они должны модифицировать). В идише, орфография которого подразумевает более широкое использование букв с огласовками, такие, ориентированные скорее на постредактирование методы снабжения букв огласовками оказываются неоптимальными, ввиду чего существуют отдельные раскладки для идиша, в которых некоторые буквы можно ввести сразу с огласовками: либо по сочетанию клавиш буквенных рядов с Shift или Alt Gr, либо из верхнего «цифрового» ряда; кроме того, для идиша используются и QWERTY-раскладки, располагающие алеф с огласовками согласно расположению соответствующих латинских гласных на клавиатуре.

### Дополнительные сочетания клавиш
В операционной системе Windows нажатие на клавиши Ctrl+⇧ Shift с левой или правой стороны клавиатуры меняет направление абзаца, делая его соответственно «английским» (слева направо) или «ивритским» (справа налево). При направлении абзаца справа налево текст по умолчанию прижат к правому краю поля ввода и по мере набора растёт влево, клавиша Del удаляет символ, расположенный слева от неё, а клавиша BkSp — справа. В старой раскладке клавиша Alt Gr в сочетании с клавишами букв позволяет набирать диграфы, используемые в языке идиш: Alt Gr+U → װ; Alt Gr+J → ױ; Alt Gr+H → ײ; сочетание Alt Gr+- позволяет набрать знак рафе, а Alt Gr+4 — символ шекеля.